# Puig de na Bauçà
Puig de na Bauçà este o arie protejată (arie specială de conservare — SAC, sit de importanță comunitară — SCI) din Spania întinsă pe o suprafață de 1.612,68 ha, integral pe uscat.

## Localizare
Centrul sitului Puig de na Bauçà este situat la coordonatele 39°35′38″N 2°31′14″E / 39.5938°N 2.5206°E.

## Înființare
Situl Puig de na Bauçà a fost declarat sit de importanță comunitară în aprilie 2004 pentru a proteja 14 specii de animale. Situl a fost protejat și ca arie specială de conservare în mai 2015.

## Biodiversitate
Situată în ecoregiunea mediteraneană, aria protejată conține 5 habitate naturale: Păduri de Olea și Ceratonia, Păduri de Quercus ilex și Quercus rotundifolia, Pante stâncoase calcaroase cu vegetație casmofită, Tufărișuri termo-mediteraneene și de pre-deșert, Pseudostepă cu ierburi și specii anuale de Thero-Brachypodietea.
La baza desemnării sitului se află mai multe specii protejate:
- păsări (9): pasărea ogorului (Burhinus oedicnemus), caprimulg (Caprimulgus europaeus), erete de stuf (Circus aeruginosus), Falco eleonorae, șoim călător (Falco peregrinus), Galerida theklae, acvilă pitică (Hieraaetus pennatus), turturică (Streptopelia turtur), Sylvia sarda
- mamifere (2): liliac cu aripi lungi (Miniopterus schreibersii), liliacul mare cu potcoavă (Rhinolophus ferrumequinum)
- nevertebrate (1): croitorul mare al stejarului (Cerambyx cerdo)
- reptile (2): Testudo graeca, țestoasă bănățeană (Testudo hermanni)

Pe lângă speciile protejate, pe teritoriul sitului au mai fost identificate 15 specii de plante.